# Nicolás Flores y Aguilar
Nicolás Flores y Aguilar (* Potosí, 24 de diciembre de 1584-† Lima, 31 de marzo de 1660), fue un abogado criollo y funcionario colonial en el Virreinato del Perú durante el siglo XVII. Rector de la Universidad de San Marcos y alcalde ordinario de Lima.

## Biografía
Sus padres fueron el toledano (Castilla) Francisco Flores, capitán y secretario de cámara de la Audiencia de Lima, e Inés de Aguilar (o Leonor Guzmán).En 1593 fue llevado a la Ciudad de los Reyes. Luego de recibirse como abogado ante la Audiencia (1625). Debido a su versación en la materia jurídica, se le confiaron importantes casos, como la defensa del deán y cabildo eclesiástico de Arequipa en litigio contra el provisor Diego de Armenta Altamirano, por los bienes del difunto obispo Pedro de Perea (1633).
Ocupó importantes cargos en su ciudad: Era regidor perpetuo (desde 1631); alférez real (1633) y rector sanmarquino (1637). Durante esta última gestión, se fundó la cátedra de Teología Moral para los dominicos, además de confirmarse por el Rey dos cátedras destinadas a la enseñanza de la Medicina. Posteriormente fue asesor del Cabildo de Lima, además de alcalde ordinario de la ciudad (1646) y juez ordinario de la Caja Real (en este cargo, fue comisionado para someter a pesquisa al corregidor de Chucuito, Juan de Argote) y del Tribunal del Consulado (1656). 
| Predecesor: Diego de Encinas Cañizares | Rector de la Universidad de San Marcos 1637-1638 | Sucesor: Pedro Niño de Guzmán    |
| Predecesor: Gabriel de Castilla y Lugo | Alcalde ordinario de Lima Primer voto 1646       | Sucesor: Pedro Bedoya de Guevara |